# Cykelnotatie
In de combinatoriek, een deelgebied van de wiskunde, is de cykelnotatie een nuttige conventie voor het uitschrijven van een permutatie in termen van haar constituerende cykels

## Definitie
Laat {\displaystyle S} een eindige verzameling zijn en laat
{\displaystyle a_{1},\ldots ,a_{k},\quad k\geq 2}
verschillende elementen van {\displaystyle S} zijn. De uitdrukking
{\displaystyle (a_{1}\ \ldots \ a_{k})}
duidt de cykel σ aan. De groepsactie van σ is
{\displaystyle a_{1}\mapsto a_{2}\mapsto a_{3}\ldots a_{k}\mapsto a_{1}.}
Voor elke index i,
{\displaystyle \sigma (a_{i})=a_{i+1},}
waar {\displaystyle a_{k+1}} gelijk is aan {\displaystyle a_{1}}.
Er zijn {\displaystyle k} verschillende uitdrukkingen voor dezelfde cykel; De onderstaande uitdrukkingen zijn allen een weergave van dezelfde cykel:
{\displaystyle (a_{1}\ a_{2}\ a_{3}\ \ldots \ a_{k})=(a_{2}\ a_{3}\ \ldots \ a_{k}\ a_{1})=\cdots =(a_{k}\ a_{1}\ a_{2}\ \ldots \ a_{k-1}).\,}
Een 1-element cykel heeft dezelfde betekenis als de identiteitspermutatie en wordt daarom weggelaten. Het is gebruikelijk om de identiteitspermutatie simpelweg uit te drukken als {\displaystyle ()\,}.

## Permutatie als product van disjuncte cykels
Laat {\displaystyle \pi } een permutatie van {\displaystyle S} zijn en laat
{\displaystyle S_{1},\ldots ,S_{k}\subset S,\quad k\in \mathbb {N} }
de banen van {\displaystyle \pi } zijn met meer dan 1 element. Voor elke {\displaystyle j=1,\ldots ,k} laat {\displaystyle n_{j}} de kardinaliteit van {\displaystyle S_{j}} aanduiden. Kies dus een {\displaystyle a_{1,j}\in S_{j}} en definieer
{\displaystyle a_{i+1,j}=\pi (a_{i,j}),\quad i\in \mathbb {N} .\,}
Men kan nu {\displaystyle \pi } uitdrukken als een product van disjuncte cykels, namelijk
{\displaystyle \pi =(a_{1,1}\ \ldots a_{n_{1},1})(a_{1,2}\ \ldots \ a_{n_{2},2})\ldots (a_{1,k}\ \ldots \ a_{n_{k},k}).\,}

## Voorbeeld
Er zijn 24 elementen in de symmetrische groep {\displaystyle \{1,2,3,4\}}. Deze kunnen geschreven worden in de cykelnotatie en gegroepeerd worden volgens hun conjugatieklassen:
{\displaystyle ()\,}
{\displaystyle (12),\;(13),\;(14),\;(23),\;(24),\;(34)} (transposities)
{\displaystyle (123),\;(132),\;(124),\;(142),\;(134),\;(143),\;(234),\;(243)}
{\displaystyle (12)(34),\;(13)(24),\;(14)(23)}
{\displaystyle (1234),\;(1243),\;(1324),\;(1342),\;(1423),\;(1432)}